# CD Lugo
CD Lugo är en spansk fotbollsklubb i Lugo i provinsen Galicien. Lugo grundades 1953 genom en sammanslagning av Ginástica Lucense och Clube Desportivo Polvorim. Klubben spelar i Segunda División. Hemmastadion för Lugo är Estadio Anxo Carro som tar drygt 7 000 åskådare.

## Spelartrupp
| Nr | Land       | Pos | Namn              |
| -- | ---------- | --- | ----------------- |
| 1  | Costa Rica | MV  | Patrick Sequeira  |
| 3  | Serbien    | F   | Aleksandar Pantić |
| 4  | Spanien    | MF  | Pablo Clavería    |
| 6  | Spanien    | MF  | Juanpe            |
| 7  | Spanien    | MF  | Sebas Moyano      |
| 8  | Spanien    | MF  | Josep Señé        |
| 9  | Spanien    | A   | Manu Barreiro     |
| 10 | Spanien    | A   | Joselu            |
| 11 | Spanien    | MF  | Ángel Baena       |
| 12 | Brasilien  | F   | Zé Ricardo        |
| 13 | Spanien    | MV  | Óscar Whalley     |
| 14 | Spanien    | MF  | Xavi Torres       |
| 15 | Spanien    | F   | Miguel Loureiro   |

| Nr | Land        | Pos | Namn                             |
| -- | ----------- | --- | -------------------------------- |
| 16 | Serbien     | A   | Marko Šćepović                   |
| 17 | Spanien     | F   | Andoni López                     |
| 18 | Mauretanien | MF  | Moctar Sidi El Hacen             |
| 19 | Spanien     | MF  | Javier Avilés (lån från Leganés) |
| 20 | Brasilien   | F   | Bruno Pirri                      |
| 21 | Spanien     | F   | Alberto Rodríguez                |
| 22 | Spanien     | MF  | Marc Carbó                       |
| 23 | Spanien     | F   | Jordi Calavera                   |
| 24 | Spanien     | F   | Álex Pérez                       |
| 26 | Spanien     | MV  | Julen Fernández                  |
| 29 | Bolivia     | A   | Jaume Cuéllar                    |
| 38 | Portugal    | MF  | Gui Guedes (lån från Almería)    |

## Kända spelare
- Diego López